# Flaggärtssläktet

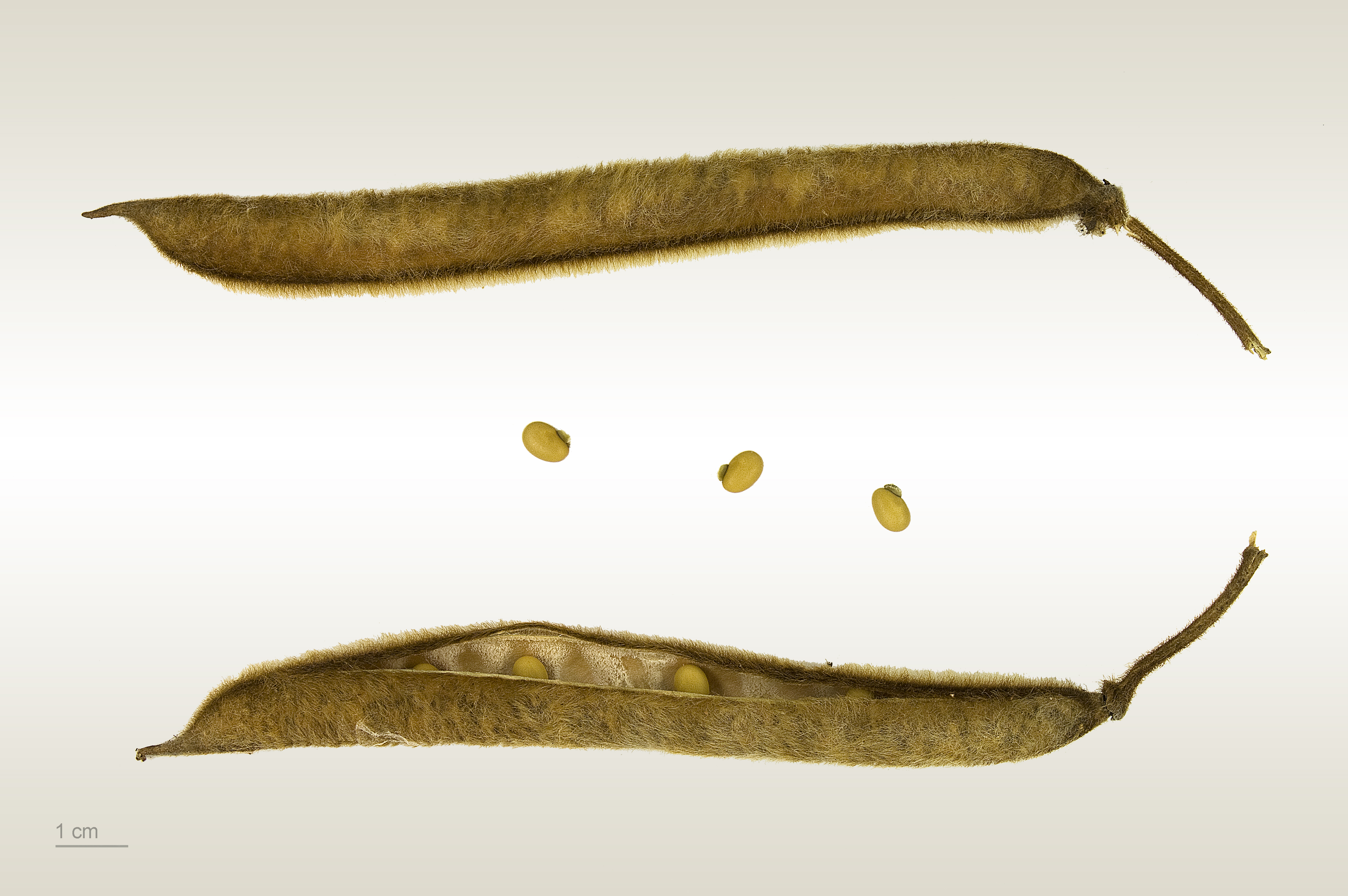
Tephrosia vogelii

Flaggärtssläktet (Tephrosia) är ett växtsläkte i familjen ärtväxter med cirka 300 arter och förekommer i huvudsak i tropiska och subtropiska områden. Flaggärt (T. virginiana) odlas ibland som trädgårdsväxt.

## Dottertaxa
Dottertaxa till Tephrosia, i alfabetisk ordning

- Tephrosia abbottiae
- Tephrosia acaciifolia
- Tephrosia adunca
- Tephrosia aemula
- Tephrosia aequilata
- Tephrosia alba
- Tephrosia albissima
- Tephrosia alpestris
- Tephrosia ambigua
- Tephrosia amoena
- Tephrosia amorphaefolia
- Tephrosia andongensis
- Tephrosia angustissima
- Tephrosia apollinea
- Tephrosia arenicola
- Tephrosia argyrolampra
- Tephrosia argyrotricha
- Tephrosia arnhemica
- Tephrosia ascendens
- Tephrosia astragaloides
- Tephrosia athiensis
- Tephrosia aurantiaca
- Tephrosia bachmannii
- Tephrosia barbatala
- Tephrosia barberi
- Tephrosia baueri
- Tephrosia belizensis
- Tephrosia benthamii
- Tephrosia berhautiana
- Tephrosia betsileensis
- Tephrosia bibracteolata
- Tephrosia bidwillii
- Tephrosia boiviniana
- Tephrosia brachycarpa
- Tephrosia brachyodon
- Tephrosia bracteolata
- Tephrosia brandegei
- Tephrosia brummittii
- Tephrosia burchellii
- Tephrosia caerulea
- Tephrosia calophylla
- Tephrosia cana
- Tephrosia canarensis
- Tephrosia candida
- Tephrosia capensis
- Tephrosia capitata
- Tephrosia cephalantha
- Tephrosia cephalophora
- Tephrosia chilensis
- Tephrosia chimanimaniana
- Tephrosia chisumpae
- Tephrosia chrysophylla
- Tephrosia cinerea
- Tephrosia clementii
- Tephrosia clementis
- Tephrosia coccinea
- Tephrosia collina
- Tephrosia colutea
- Tephrosia conspicua
- Tephrosia conzattii
- Tephrosia corallicola
- Tephrosia cordata
- Tephrosia cordatistipula
- Tephrosia coriacea
- Tephrosia coronillifolia
- Tephrosia coronilloides
- Tephrosia crassifolia
- Tephrosia crocea
- Tephrosia cuernavacana
- Tephrosia curtissii
- Tephrosia curvata
- Tephrosia dasyphylla
- Tephrosia debilis
- Tephrosia decaryana
- Tephrosia decora
- Tephrosia decumbens
- Tephrosia deflexa
- Tephrosia delestangii
- Tephrosia densiflora
- Tephrosia desertorum
- Tephrosia dichroocarpa
- Tephrosia dietrichiae
- Tephrosia disperma
- Tephrosia diversifolia
- Tephrosia djalonica
- Tephrosia domingensis
- Tephrosia dregeana
- Tephrosia drepanocarpa
- Tephrosia dura
- Tephrosia egregia
- Tephrosia elata
- Tephrosia elegans
- Tephrosia elliptica
- Tephrosia elongata
- Tephrosia emeroides
- Tephrosia eriocarpa
- Tephrosia euchroa
- Tephrosia euprepes
- Tephrosia falciformis
- Tephrosia faulknerae
- Tephrosia feddemana
- Tephrosia festina
- Tephrosia filiflora
- Tephrosia filiformis
- Tephrosia filipes
- Tephrosia flagellaris
- Tephrosia flammea
- Tephrosia flexuosa
- Tephrosia florida
- Tephrosia floridana
- Tephrosia foliolosa
- Tephrosia forbesii
- Tephrosia forrestiana
- Tephrosia fulvinervis
- Tephrosia fusca
- Tephrosia gaudium-solis
- Tephrosia geminiflora
- Tephrosia genistoides
- Tephrosia glomeruliflora
- Tephrosia gobensis
- Tephrosia gorgonea
- Tephrosia gossweileri
- Tephrosia gracilenta
- Tephrosia gracilipes
- Tephrosia grandibracteata
- Tephrosia grandiflora
- Tephrosia griseola
- Tephrosia guaranitica
- Tephrosia guayameoensis
- Tephrosia hassleri
- Tephrosia haussknechtii
- Tephrosia heckmanniana
- Tephrosia heterophylla
- Tephrosia hildebrandtii
- Tephrosia hispidula
- Tephrosia hochstetteri
- Tephrosia hockii
- Tephrosia holstii
- Tephrosia hookeriana
- Tephrosia huillensis
- Tephrosia humbertii
- Tephrosia humilis
- Tephrosia hypoleuca
- Tephrosia ibityensis
- Tephrosia inandensis
- Tephrosia interrupta
- Tephrosia iringae
- Tephrosia isaloensis
- Tephrosia jamnagarensis
- Tephrosia juncea
- Tephrosia kalamboensis
- Tephrosia karkarensis
- Tephrosia kasikiensis
- Tephrosia kassasii
- Tephrosia katangensis
- Tephrosia kazibensis
- Tephrosia kerrii
- Tephrosia kindu
- Tephrosia kraussiana
- Tephrosia laevigata
- Tephrosia lamprolobioides
- Tephrosia lanata
- Tephrosia langlassei
- Tephrosia laxa
- Tephrosia lebrunii
- Tephrosia leiocarpa
- Tephrosia lepida
- Tephrosia leptoclada
- Tephrosia letestui
- Tephrosia leucantha
- Tephrosia leveillei
- Tephrosia limpopoensis
- Tephrosia lindheimeri
- Tephrosia linearis
- Tephrosia longipes
- Tephrosia lortii
- Tephrosia lupinifolia
- Tephrosia lurida
- Tephrosia luzoniensis
- Tephrosia lyallii
- Tephrosia macrantha
- Tephrosia macrocarpa
- Tephrosia macropoda
- Tephrosia macrostachya
- Tephrosia maculata
- Tephrosia madrensis
- Tephrosia major
- Tephrosia malvina
- Tephrosia manikensis
- Tephrosia marginata
- Tephrosia marginella
- Tephrosia mariana
- Tephrosia maxima
- Tephrosia melanocalyx
- Tephrosia mexicana
- Tephrosia meyerana
- Tephrosia micrantha
- Tephrosia miranda
- Tephrosia mohrii
- Tephrosia monophylla
- Tephrosia montana
- Tephrosia moroubensis
- Tephrosia mossiensis
- Tephrosia muenzneri
- Tephrosia multifolia
- Tephrosia multijuga
- Tephrosia nana
- Tephrosia natalensis
- Tephrosia newtoniana
- Tephrosia nicaraguensis
- Tephrosia nitens
- Tephrosia noctiflora
- Tephrosia nseleensis
- Tephrosia nubica
- Tephrosia nyikensis
- Tephrosia obbiadensis
- Tephrosia oblongata
- Tephrosia obovata
- Tephrosia odorata
- Tephrosia oligophylla
- Tephrosia onobrychoides
- Tephrosia oubanguiensis
- Tephrosia oxygona
- Tephrosia pachypoda
- Tephrosia pallens
- Tephrosia pallida
- Tephrosia palmeri
- Tephrosia paniculata
- Tephrosia paradoxa
- Tephrosia parvifolia
- Tephrosia paucijuga
- Tephrosia pearsonii
- Tephrosia pedicellata
- Tephrosia pentaphylla
- Tephrosia perrieri
- Tephrosia perriniana
- Tephrosia persica
- Tephrosia phaeosperma
- Tephrosia phylloxylon
- Tephrosia pietersii
- Tephrosia pinifolia
- Tephrosia platycarpa
- Tephrosia platyphylla
- Tephrosia pogonocalyx
- Tephrosia polyphylla
- Tephrosia polystachya
- Tephrosia polyzyga
- Tephrosia porrecta
- Tephrosia potosina
- Tephrosia praecana
- Tephrosia pringlei
- Tephrosia pseudolongipes
- Tephrosia pumila
- Tephrosia punctata
- Tephrosia pungens
- Tephrosia purpurea
- Tephrosia quercetorum
- Tephrosia radicans
- Tephrosia rechingeri
- Tephrosia remotiflora
- Tephrosia reptans
- Tephrosia retamoides
- Tephrosia reticulata
- Tephrosia retusa
- Tephrosia rhodantha
- Tephrosia rhodesica
- Tephrosia richardsiae
- Tephrosia rigida
- Tephrosia rigidula
- Tephrosia ringoetii
- Tephrosia robinsoniana
- Tephrosia rosea
- Tephrosia roxburghiana
- Tephrosia rufescens
- Tephrosia rufula
- Tephrosia rugelii
- Tephrosia rupicola
- Tephrosia savannicola
- Tephrosia saxicola
- Tephrosia scopulata
- Tephrosia scopulorum
- Tephrosia seemannii
- Tephrosia semiglabra
- Tephrosia seminole
- Tephrosia sengaensis
- Tephrosia senna
- Tephrosia senticosa
- Tephrosia sessiliflora
- Tephrosia seticulosa
- Tephrosia shamimii
- Tephrosia shiluwanensis
- Tephrosia siamensis
- Tephrosia simulans
- Tephrosia sinapou
- Tephrosia singuliflora
- Tephrosia smallii
- Tephrosia smythiae
- Tephrosia sparsiflora
- Tephrosia spechtii
- Tephrosia sphaerospora
- Tephrosia spicata
- Tephrosia spinosa
- Tephrosia stipuligera
- Tephrosia stormsii
- Tephrosia stricta
- Tephrosia strigosa
- Tephrosia stuartii
- Tephrosia subamoena
- Tephrosia subaphylla
- Tephrosia submontana
- Tephrosia subnuda
- Tephrosia subpectinata
- Tephrosia subpraecox
- Tephrosia subtriflora
- Tephrosia subulata
- Tephrosia supina
- Tephrosia sylitroides
- Tephrosia sylviae
- Tephrosia tanganyikensis
- Tephrosia tenuis
- Tephrosia tepicana
- Tephrosia thurberi
- Tephrosia tinctoria
- Tephrosia travancorica
- Tephrosia uniflora
- Tephrosia uniovulata
- Tephrosia varians
- Tephrosia watsoniana
- Tephrosia velutina
- Tephrosia verdickii
- Tephrosia vernicosa
- Tephrosia vestita
- Tephrosia whyteana
- Tephrosia vicioides
- Tephrosia viguieri
- Tephrosia villosa
- Tephrosia virens
- Tephrosia virgata
- Tephrosia virginiana
- Tephrosia vogelii
- Tephrosia vohimenaensis
- Tephrosia wynaadensis
- Tephrosia zambiana
- Tephrosia zollingeri
- Tephrosia zoutspanbergensis

## Bildgalleri

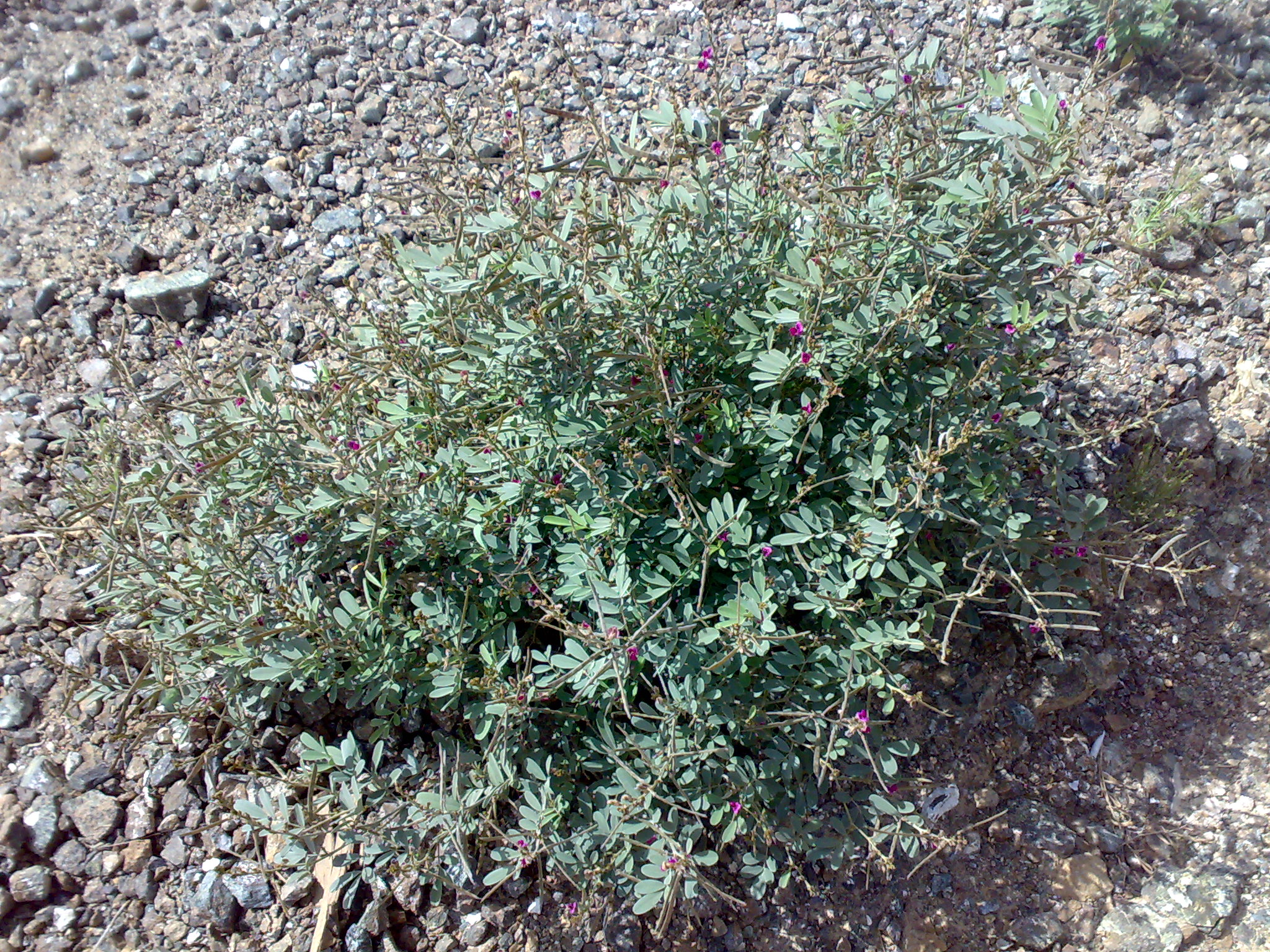
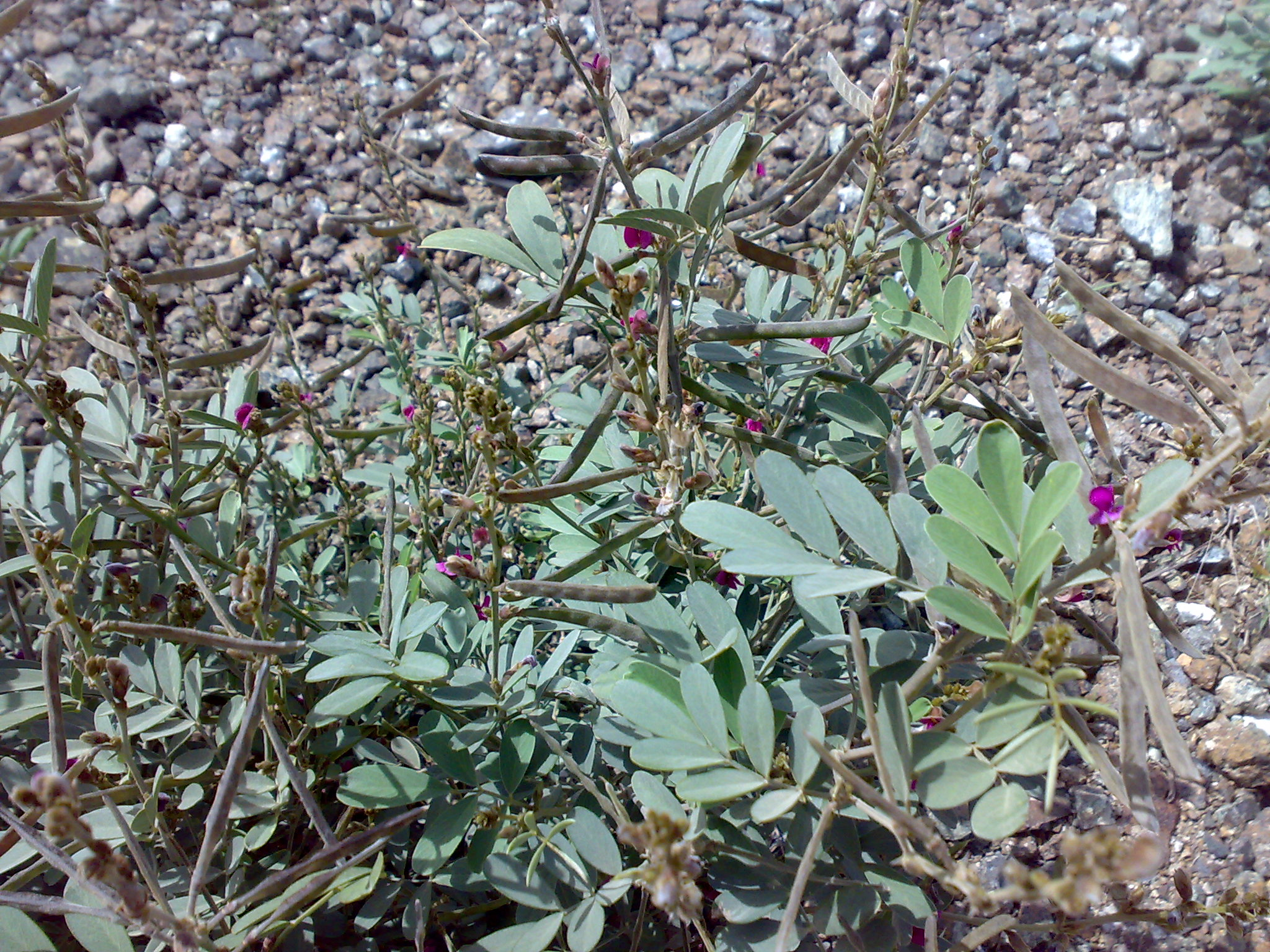
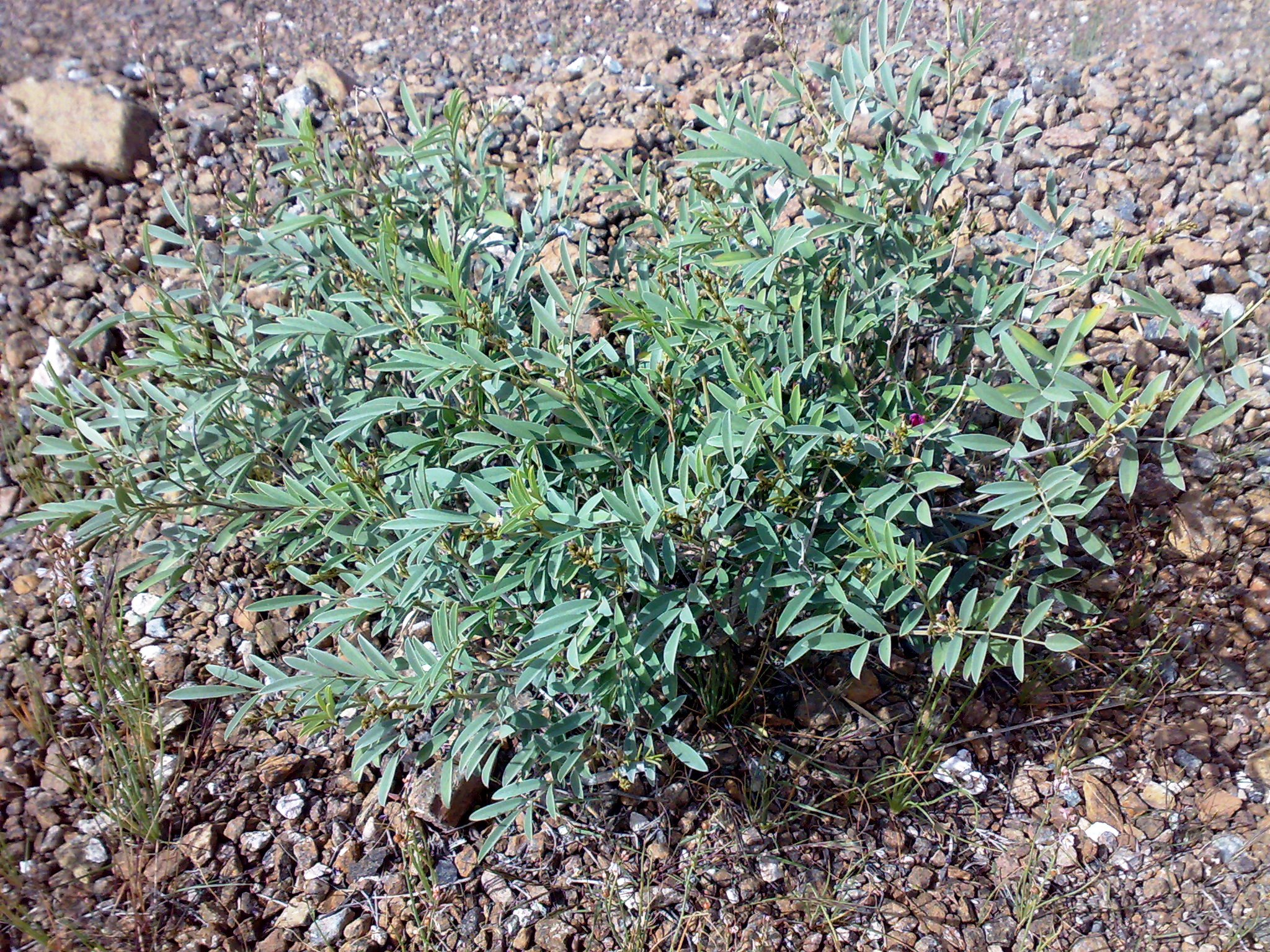
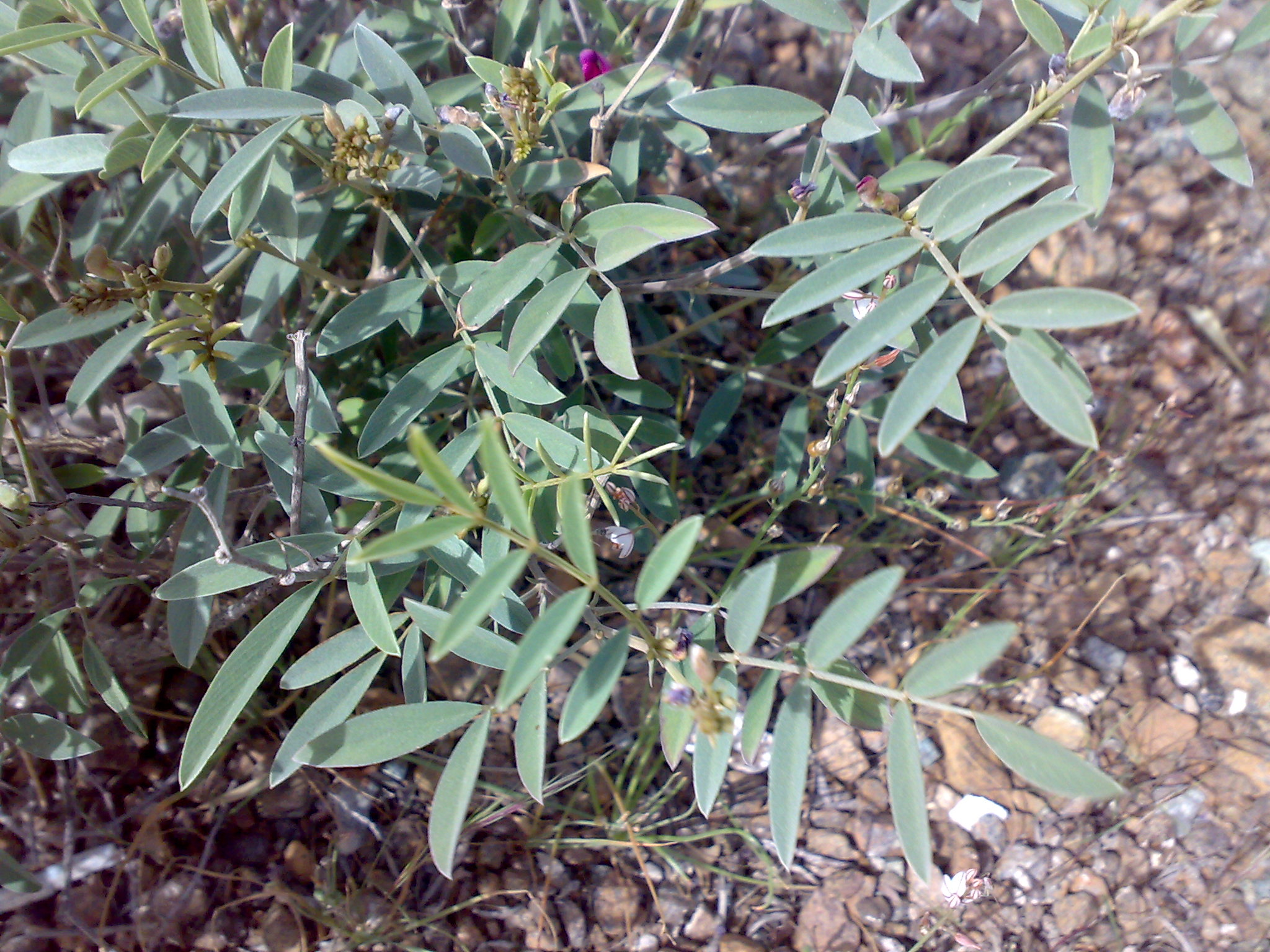
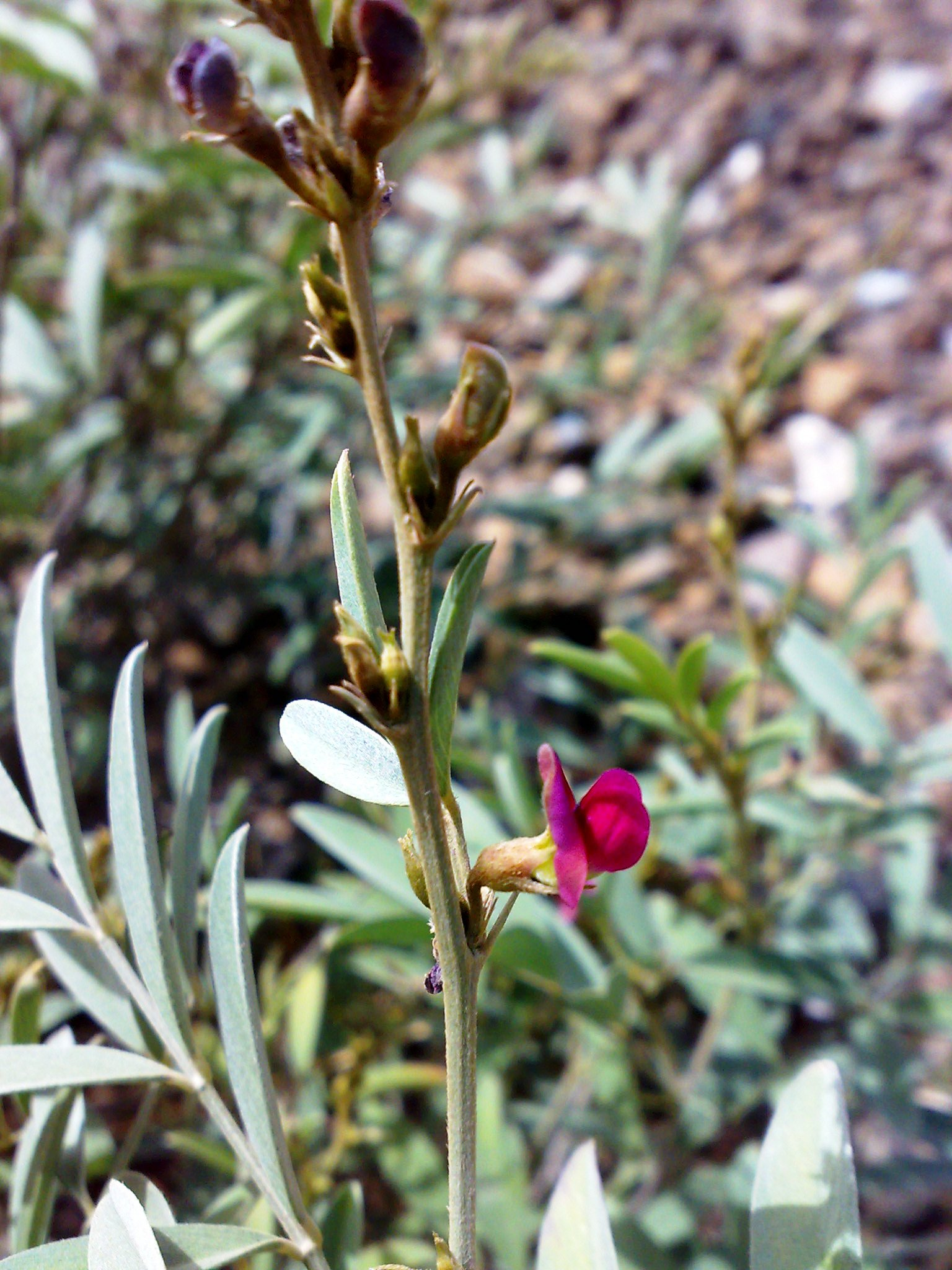
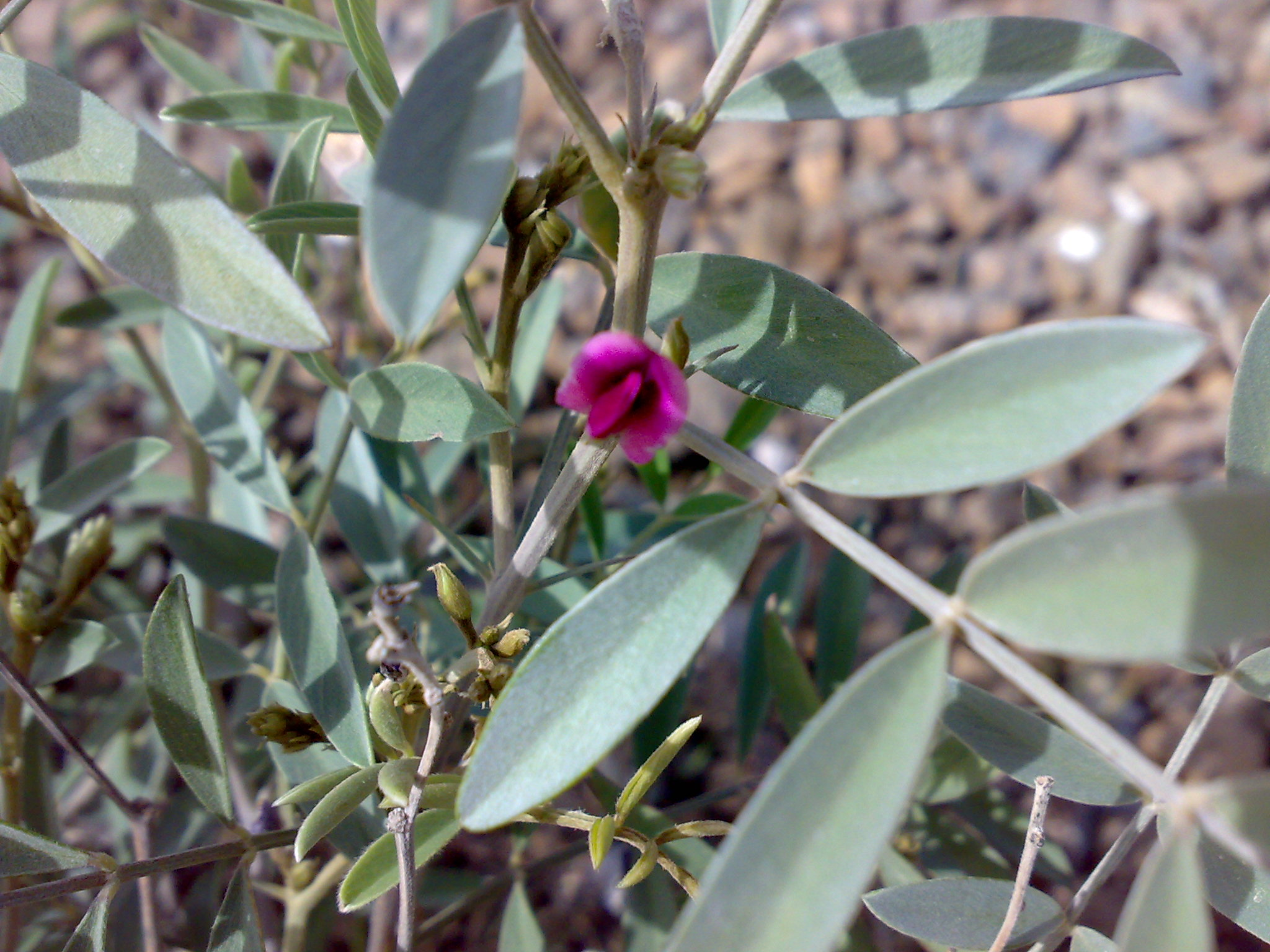